# Университет (станция метро, Харьков)
«Университе́т» (укр. Університе́т,  (слушать)о файле, до 27 августа 1991 года — «Дзержинская») — станция Харьковского метрополитена на Салтовской линии. Расположена между станциями «Ярослава Мудрого» и «Исторический музей». Связана пересадкой на станцию «Госпром» Алексеевской линии. Построена под площадью Свободы. Выходы к улице Сумской, проспекту Независимости и площади Свободы. Одна из трёх станций в Харьковском метрополитене, имеющих два этажа. Как и на станции «Научная», второй этаж в настоящее время закрыт для входа (первоначально один из балконов служил подземным переходом под площадью).

## История
Станция колонного типа, мелкого заложения. Введена в эксплуатацию 11 августа 1984 года как «Дзержинская» — по названию площади Дзержинского, под которой она располагалась. Своё новое название станция получила 27 августа 1991 года благодаря расположенному рядом Харьковскому государственному университету, а также была демонтирована металлическая композиция с бюстом Ф. Э. Дзержинского (в честь первоначального названия), которая располагалась на стене над эскалаторами при входе на платформу.

## Памятники на станции

### Памятник метростроевцу
В начале августа 2009 года в вестибюле станции «Университет» к 24-летию окончания её строительства был открыт Памятник метростроевцу, сразу прозванный «железным дровосеком». Памятник представляет собой сделанного из обрезков металла и рессор пронзённого рельсом постконструктивистского «рабочего» в оранжевой строительной каске. По мнению Сергея Мусеева (тогда — Начальника метрополитена), скульптура «символизирует тяжкий труд метрополитеновцев, которые годами трудятся под землёй». По мнению же некоторых пассажиров, этим персонажем «только детей пугать». Демонтирован 3 февраля 2010 года, а с ноября 2010 года располагается на ул. Рождественской, 29, возле Управления Харьковского метрополитена.

### Памятник к 2011 году
На станции был установлен символ 2011 года по китайскому календарю кролик/заяц высотой в три метра и диаметром в полтора. Простоял до рождественских праздников, его можно было потрогать и сфотографироваться на его фоне. Во избежание вандализма охранялся одним человеком. После демонтажа зайца передали в детский дом.

### Памятник Святой Татьяне
25 января 2011 года, по инициативе депутата Харковского городского совета Максима Мусеева (сына погибшего генерального директора метрополитена), в вестибюле станции был установлен бронзовый лик Св. Татьяны, покровительницы студентов.

## Галерея
- Первоначальный вид станции метро Дзержинская. 1986 год.
- Изображение второго этажа станции метро «Университет». Слева — рекламный телевизионный экран, 2007 год.
- Вид на люстру станции метро Университет[8], 2007 год.
- Переход на станцию метро «Госпром» со станции метро Университет, 2007 год.